# U-416
Unterseeboot 416 foi um submarino alemão do Tipo VIIC, pertencente a Kriegsmarine que atuou durante a Segunda Guerra Mundial.

## Comandantes
| Comandante            | Data                                          |
| --------------------- | --------------------------------------------- |
| Christian Reich       | 4 de novembro de 1942 - 30 de março de 1943   |
| Oblt. Rudolf Zorn     | 4 de outubro de 1943 - 14 de novembro de 1943 |
| Kptlt. Heinz Zwarg    | 15 de novembro de 1943 - 15 de maio de 1944   |
| Oblt. Eberhard Rieger | 16 de maio de 1944 - 12 de dezembro de 1944   |

## Subordinação
Durante o seu tempo de serviço, esteve subordinado às seguintes flotilhas:
| Período                                     | Flotilha                                      |
| ------------------------------------------- | --------------------------------------------- |
| 4 de novembro de 1942 - 30 de março de 1943 | 8. Unterseebootsflottille (treinamento)       |
| 4 de outubro de 1943 - 1 de julho de 1944   | 23. Unterseebootsflottille (submarino escola) |
| 1 de julho de 1944 - 12 de dezembro de 1944 | 21. Unterseebootsflottille (submarino escola) |